# Kathiawar
Kathiawar oder Kathiawad (Gujarati: કાઠીયાવાડ) ist eine ca. 65.000 km² große Halbinsel im Nordwesten Indiens. Sie gehört zum Bundesstaat Gujarat.

## Geografie
Die Halbinsel wird im Norden durch das große Feuchtgebiet des Rann von Kachchh, im Nordwesten durch den Golf von Kachchh, im Westen und Süden durch das Arabische Meer und im Südosten und Osten durch den Golf von Khambhat begrenzt. Flüsse gibt es nicht. Im Binnenland erheben sich die nahezu unbewohnten Barda Hills bis zu einer Höhe von etwa 650 m; hier befindet sich das ca. 192 km² große Barda Wildlife Sanctuary. Höchste Erhebung ist jedoch der ca. 1115 m hohe Mount Girnar, ein erloschener Vulkan, bei der Großstadt Junagadh.
Größte Städte
Rajkot (ca. 1,5 Mio.), Bhavnagar (ca. 620.000), Junagadh (ca. 350.000), Porbandar (ca. 200.000), Amreli (ca. 120.000), Gondal (ca. 120.000), Dhoraji (ca. 95.000), Mahuva (ca. 90.000), Keshod (ca. 80.000), Palitana (ca. 75.000), Diu (ca. 60.000), Dwarka (ca. 45.000), Alang (ca. 12.000)

## Wirtschaft
In Kathiawar wird Baumwolle angebaut und Ackerbau betrieben. Es gibt Vorkommen von Manganerz, Bauxit und Erdöl. Bei der Küstenstadt Alang befindet sich einer der weltweit größten Schiffsverschrottungsplätze.

## Geschichte
Ein anderer Name für Kathiawar ist Saurashtra oder (anglisiert) Soruth oder Sorath. In der Terminologie der britisch-indischen Verwaltung wurde Kathiawar mit Saurashtra gleichgesetzt. Die vier Distrikte der Halbinsel waren Jhalawar, Halar, Sorath und Gohelwar, wobei Sorath den Südwesten mit Junagadh, Porbandar und Jafarabad bezeichnete.